# NGC 387
NGC 387 (друго обозначение – PGC 3987) е елиптична галактика (E) в съзвездието Риби.
Обектът присъства в оригиналната редакция на „Нов общ каталог“.